# Callambulyx angusta
Callambulyx angusta är en fjärilsart som beskrevs av Clark 1935. Callambulyx angusta ingår i släktet Callambulyx och familjen svärmare. Inga underarter finns listade i Catalogue of Life.